# HMS Lenox (1678)
La HMS Lenox era un vascello di terza classe da 70 cannoni costruita nei Deptford Dockyard nel 1677/78, secondo il programma di costruzione del 1677.
Fu chiamata così in onore del figlio illegittimo di Carlo II d'Inghilterra, Charles Lennox, avuto con Louise de Kérouaille (duchessa di Portsmouth). Charles Lennox fu nominato Duca di Lennox nel 1675. Questa fu la prima nave a portare il nome HMS Lenox (scritto anche Lennox) nella Marina Inglese e Reale.
La HMS Lennox fu insignita dell'onorificenza per la Battaglia di Barfleur-La Hogue nel 1692, Gibilterra nel 1704, Velez-Malaga nel 1704, e Battaglia di Capo Passero (1718).

## Storia
Nell'aprile del 1677 fu ordinata la costruzione presso il Deptford Dockyard sotto la guida del maestro d'ascia Jonas Shish. La chiglia fu posata il 25 giugno 1677 e varata il 18 aprile 1678. Le sue dimensioni prevedevano un ponte di batteria di 46,18 metri con una chiglia di 36,58 metri.
Il suo armamento iniziale era in accordo con il programma di costruzione del 1677 prevedeva cannoni da 72/60 costituiti da ventisei semi-cannoni (54 cwt, 9,5 piedi) sul ponte inferiore, ventiquattro cannoni da 12 libbre (32 cwt, 9 piedi) sul ponte superiore, dieci saker (16 cwt, 7 piedi) sul ponte di poppa e quattro saker (16 cwt, 7 piedi) sul foc'x'le con quattro cannoni da 3 libbre (5 cwt, 5 piedi) sul ponte di poppa o sulla casa rotonda. Il loro stabilimento iniziale sarebbe stato per un equipaggio di 460/380/300 persone. Nel 1688 avrebbe trasportato 70 cannoni secondo l'Establishment del 1685, tuttavia, i demi-culverin sostituirono i 12 libbre sul ponte superiore. Nel 1690 trasportava ancora 70 cannoni composti da ventidue semi-cannoni, quattro culverin, ventisei demi-culverin, dodici demi-culverin cutts e sei cannoni da 3 libbre.

### Servizio dal 1678 al 1699
La HMS Lenox entrò in servizio il 9 maggio 1678 sotto il comando del capitano John Kirke fino al 17 maggio 1678 per il trasporto a Chatham. Nel 1690 durante la guerra di successione inglese fu posta sotto il comando del capitano John Granvill nella battaglia di Beachy Head il 30 giugno 1690. Nel 1692 fu al comando del capitano John Munden per la Battaglia di Barfleur-La Hogue nello Squadrone Rosso, Divisione di Retroguardia dal 19 al 22 maggio 1692. Nel 1693 era sotto il comando del capitano William Kerr. Durante il 1694/95 era sotto il capitano Christopher Myngs a bordo della flotta. Nel 1697 era al comando del capitano James Greenaway in servizio di convoglio. Sarebbe stata ricostruita a Deptford Dockyard nel 1701.

### Servizio dal 1701 al 1721
Fu ricostruita il 14 settembre 1699, sotto contratto con Edward Popely di Deptford. Fu varata nel febbraio 1701. Aveva un ponte di batteria di 46,52 metri con una chiglia di 38,44 metri.

#### La guerra di successione spagnola
In servizio dal 1702 al 1721 la Lenox fu affidata nel 1702 al comando del capitano William Jumper per navigare con la flotta di Sir George Rooke per le operazioni a Cadice, in Spagna. La nave salpò da Spithead a St Helen's (nelle Isole Scilly) il 19 luglio 1702. Arrivarono alla Baia dei Tori (sei miglia a nord di Cadice) il 12 agosto. Fornì fuoco di copertura per lo sbarco delle truppe a Rota il 15 agosto, scacciando i difensori dalle loro batterie. Rota si arrese il 16. Dopo molte trattative, i magazzini che erano stati sequestrati furono distrutti e le truppe furono reimbarcate il 15 settembre. Il 19 settembre fu deciso di tornare in Inghilterra.
Il 21 settembre si seppe che una flotta francese e la flotta spagnola del tesoro si trovavano nelle vicinanze della baia di Vigo. L'11 si tenne un consiglio di guerra per determinare le navi che sarebbero entrate nella baia. La HMS Lenox non fu scelta e rimase al largo durante la battaglia della baia di Vigo.
Dopo l'arrivo di Sir Cloudisley Shovel il 16 agosto, si spostò con la flotta nel Mediterraneo nel settembre 1703. Partecipò alla presa di Gibilterra il 23 luglio 1704. Faceva parte della forza che doveva attaccare il New Mole posto a protezione della parte meridionale del porto. Gibilterra si arrese il 24. Il capitano Jumper fu onorato con la dedica del Bastione di Jumper a Gibilterra. Il 13 agosto 1704 combatté nella battaglia di Velez Malaga subendo 23 morti e 78 feriti. Nel 1707 tornò nel Mediterraneo con la flotta dell'ammiraglio Sir Cloudesley Shovell. Al ritorno delle flotte in Inghilterra nell'ottobre 1707, una parte sostanziale naufragò al largo delle Isole Scilly. La Lenox rimase illesa e fu in grado di tornare a Portsmouth dopo il disastro.

#### Guerra della Quadruplice Alleanza

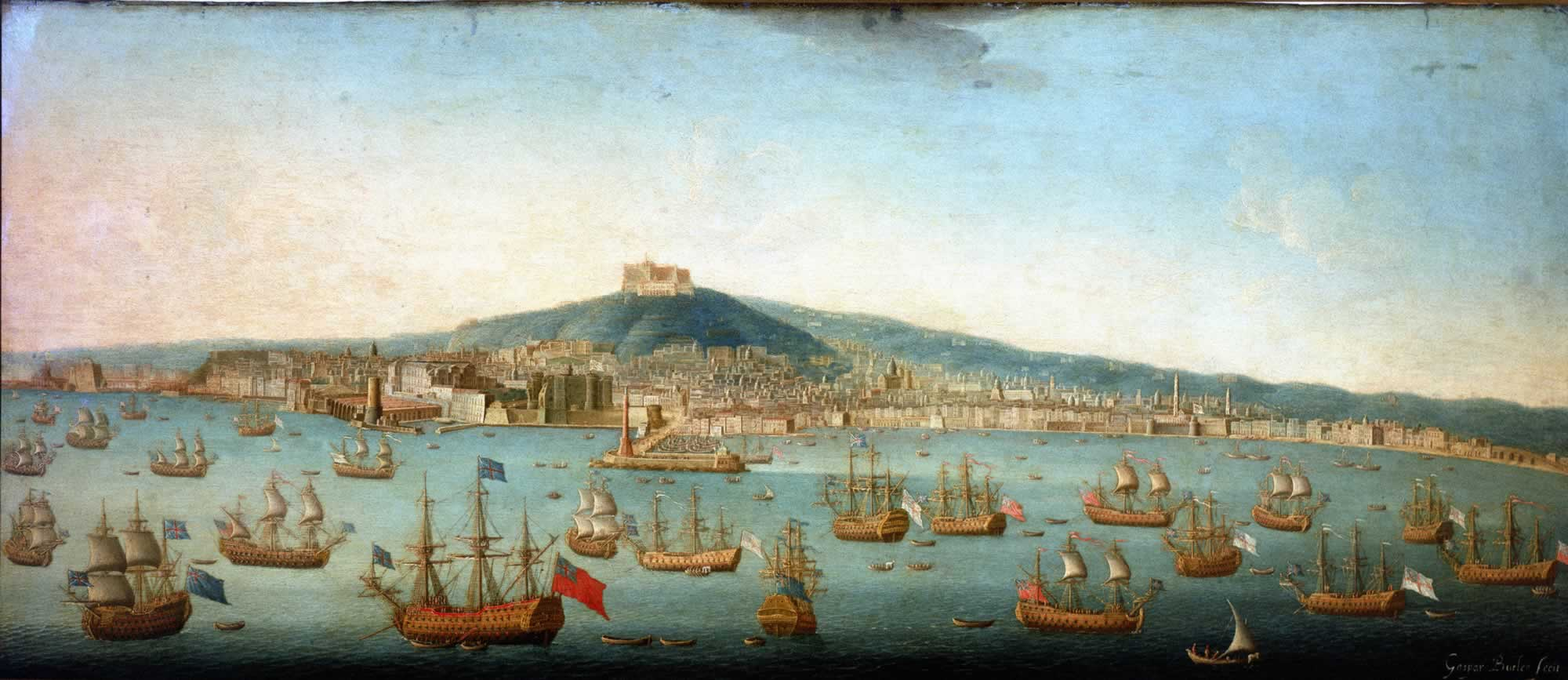
La flotta inglese nella baia di Napoli (1718)

Nel 1708 era al comando del capitano Richard Culliford e navigò con la flotta di Sir Christopher Byng nel Mare del Nord e nel Canale della Manica. Nel luglio del 1708 si imbarcò per la Irish Station e in ottobre salpò per Lisbona e nel 1709 per il Mediterraneo. Nel 1710 si trovava a Chatham per un'indagine sulle sue condizioni. Nel 1712, sotto il comando del capitano John Bennet, navigò verso Sant'Elena, poi verso il Capo. Al suo ritorno subì una piccola riparazione a Chatham e fu rimessa in servizio. Nel 1718 in risposta all'invasione spagnola della Sicilia, sotto il comando del capitano Charles Strickland per il servizio nel Mediterraneo con la flotta di Sir George Byng. La flotta partì da Spithead il 15 giugno 1718, arrivando a Napoli il 1º agosto. Combatté nella Battaglia di Capo Passero (1718). La maggior parte delle navi spagnole furono catturate o distrutte. Rimase nel Mediterraneo per tutta la durata della guerra di Sicilia. Fu attraccata a Portsmouth il 2 maggio 1721 per essere smantellata in preparazione della ricostruzione.

### Servizio dal 1723 al 1755
Il 2 maggio 1721, in base alle nuove Disposizioni del 1719 fu ne ordinata la ricostruzione presso il cantiere navale di Chatham, sotto la guida del maestro d'ascia Benjamin Rosewell e fu varata il 19 settembre 1723. Le sue dimensioni erano un ponte di batteria di 46,02 metri con una chiglia di 37,54 metri.
Fu completata nella primavera del 1726.
Nel 1726 sotto il comando del capitano Hercules Baker per il servizio con la flotta dell'ammiraglio Sir John Jennings per controllare i progetti ostili della Spagna. Salpò con la flotta dell'ammiraglio Jenning di nove navi di linea da St Helen's nelle Isole Scilly il 30 luglio allo stretto di Gibilterra e tornò nell'ottobre 1726. A dicembre si sottopose a un allestimento a Portsmouth. Fu preparata per il mare sotto il comando del capitano Digby Dent per unirsi alla flotta del viceammiraglio Sir Charles Wager. La flotta salpò per lo stretto di Gibilterra il 19 gennaio 1727. Di concerto con Berwick fu distaccata per raggiungere il viceammiraglio Francis Hosier nelle Indie occidentali il 13 febbraio. La flotta di sedici navi tormentò gli spagnoli al punto che la flotta del tesoro annuale non salpò per la Spagna mentre la flotta era di stanza. Dopo molte morti a causa di malattie e la perdita di tre comandanti della flotta (i viceammiragli Hosier e Hopsonn più il capitano Edward St. Lo), la Lenox ritornò a Home Waters nel 1729 per il pagamento al termine della missione. Subì una piccola riparazione a Portsmouth tra agosto e ottobre 1730. Fu montata come nave di guardia a Portsmouth nella primavera del 1734. Fu rimessa in servizio sotto il comando del capitano Joseph Winder, poi sotto il comando del capitano Tyrwitt Cayley, operando con la flotta di Philip Cavendish nelle acque nazionali. Nel 1735 si fermò per una piccola riparazione a Portsmouth, quindi ridotta a nave di guardia nel dicembre 1738.

#### Guerra anglo-spagnola (1739-1742)

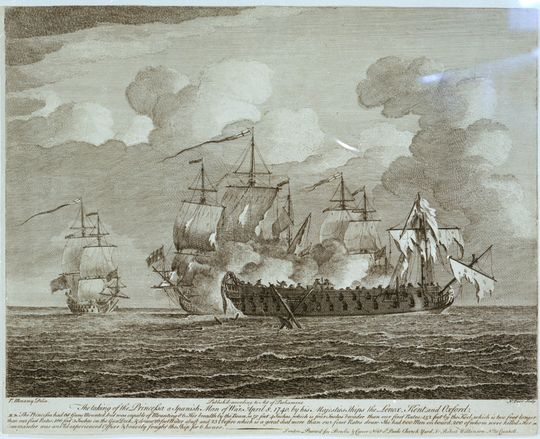
La cattura del Princesa (1748)

Con lo scoppio della Guerra anglo-spagnola (1739-1742) nell'ottobre 1739, fu affidata al capitano Covill Mayne e poi scelta per il servizio con lo squadrone del viceammiraglio Edward Vernon il 23 luglio. Fu distaccata insieme alla HMS Elizabeth e HMS Kent, per navigare al largo di Cabo Ortegal per un mese, poi per tornare in Inghilterra. Nel 1740 era in mare come parte dello squadrone del viceammiraglio John Balchen. Lenox, Kent, Oxford, St Albans e Ripon erano state distaccate per sorvegliare la flotta spagnola del tesoro. Pur non avendo rintracciato la flotta, fu intercettata la nave spagnola da 64 cannoni Princesa fu avvistata alle 9 del mattino dell'8 agosto. Di concerto con HMS Kent e HMS Orford, catturò la nave spagnola al largo di Capo Finisterre l'8 aprile 1740.
Si unì poi alla flotta di Sir John Norris al largo di Ferrol nei mesi di luglio e settembre. Nel 1741 era sotto il comando del capitano James Compton e navigò con la flotta dell'ammiraglio Norris nel luglio 1741. L'ammiraglio Norris tentò di salpare tre volte da St Helen's nelle Isole Scilly, ma fu respinto in tutti e tre i tentativi a causa del maltempo. Alla fine riuscì a prendere il mare in ottobre, poi navigò lungo la costa settentrionale della Spagna, tornando a Spithead il 6 novembre. Era nel Mediterraneo nel 1742, prima nella flotta del contrammiraglio Richard Lestock e poi del viceammiraglio Thomas Mathews.
Subì una grande riparazione a Portsmouth tra il marzo 1743 e il giugno 1744. La guerra con la Francia iniziò il 31 marzo 1744 (Guerra di successione austriaca 1744-1749), fu rimessa in servizio nell'aprile 1744 sotto il comando del capitano Charles Wyndham per prestare servizio con lo squadrone del viceammiraglio Henry Medley durante l'inverno del 1744/45. Nell'ottobre del 1744 era al comando del capitano Peter Lawrence a bordo dello squadrone occidentale del contrammiraglio William Martin.

#### Nelle Indie Occidentali

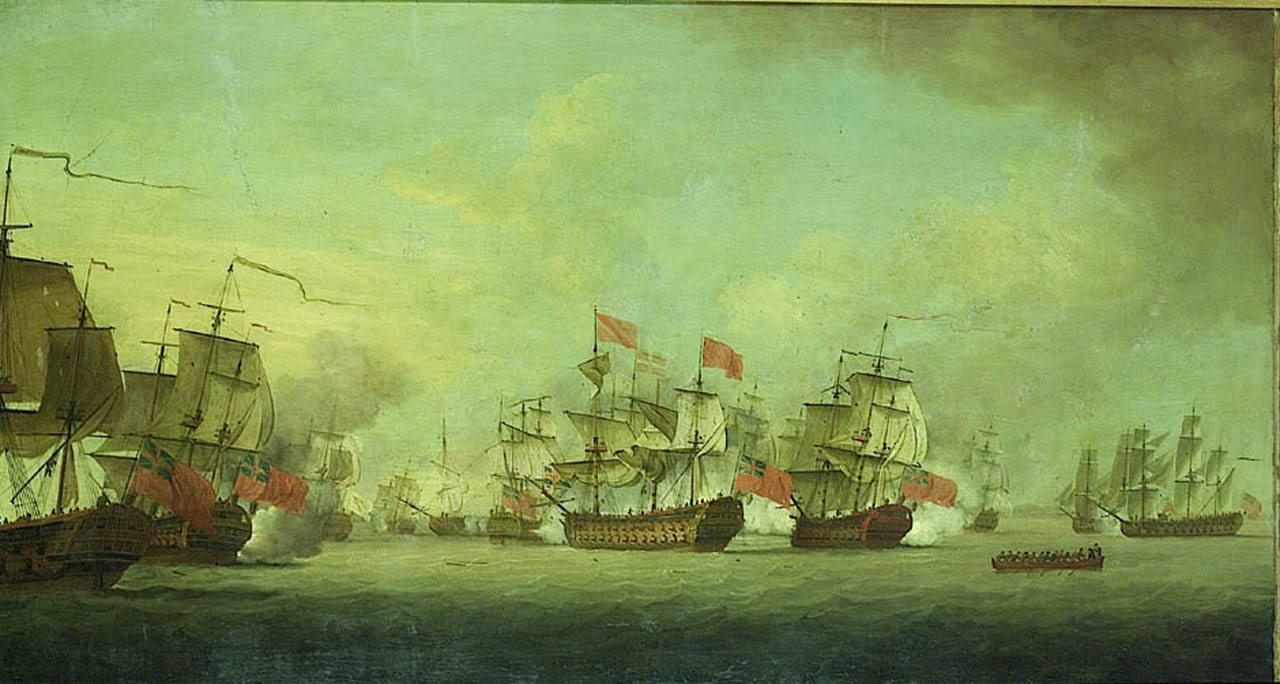
The Lenox (secondo da sinistra) durante l'attacco di Knowles all'Havana, 1748

Più tardi, nel 1745, fu sotto il comando del capitano Edmund Toll. Salpò nell'agosto del 1745 per le Indie Occidentali con lo squadrone del viceammiraglio Isaac Townsend. Partecipò all'incontro del commodoro Cornelius Michell con il marchese di Conflans nel Passaggio Sopravento dal 3 al 13 agosto 1746. Lo squadrone del commodoro Mitchell, sebbene leggermente superiore a quello di de Conflans, non si impegnò il 3 agosto. Il 4 agosto, alle 16:00, era in una posizione vantaggiosa, ma accorciò le vele e corse verso la Giamaica. Alle 20:00 la nave francese di testa chiuse e ingaggiò la Lenox. Il combattimento durò circa 90 minuti e il Lenox riuscì a fuggire. Il commodoro Michell fu processato dalla corte marziale e licenziato dal servizio. Nel 1747 era ancora una volta sotto il comando del capitano Peter Lawrence. Fu coinvolta nello scontro con lo squadrone del marchese Emmanuel-Auguste de Cahideuc, comte Dubois de la Motte al largo di Capo Nicola il 25 marzo 1747. Nell'ottobre del 1747 era al comando del capitano Charles Holmes e salpò per raggiungere il contrammiraglio Charles Knowles a Port Royal, in Giamaica. In agosto fu distaccata per scortare un convoglio destinato all'Inghilterra in partenza il 25 agosto 1748. Il 29 settembre fu avvistata una flotta spagnola di sette navi da guerra. Il capitano Holmes disperse il convoglio e condusse gli spagnoli alla flotta dell'ammiraglio Knowles. Dopo aver localizzato l'ammiraglio Knowles, l'ammiraglio andò alla ricerca degli spagnoli. I vascelli spagnoli furono ritrovati il 1º ottobre 1748. Gli spagnoli persero una nave catturata e un'altra bruciata in seguito per evitare la cattura. Tornata in patria, il 2 febbraio 1749 fu ispezionata senza bisogno di riparazioni e posta in Ordinario.

#### La fine
Il 15 novembre 1755 fu dichiarata non idonea al servizio. Con l'ordine dell'Ammiragliato (AO) del 2 aprile 1756 fu spostata a Sheerness, dove affondata, fu utilizzata come frangiflutti nell'aprile 1756.

## Il "Lenox Project"
Nel 2013 il Lenox Project con sede a Deptford ha avanzato la proposta formale per costruire una replica a vela a grandezza naturale del Lenox, da costruire in un museo appositamente costruito su una parte del sito del vecchio cantiere navale di Deptford dove fu costruito il Lenox originale.
Alla fine del 2015 il progetto ha guadagnato slancio, con piani più dettagliati che inseriscono la costruzione del Lenox nello sviluppo complessivo di Convoys Wharf, come è ora noto il vecchio sito di Dockyard.
Se e quando sarà completato, il molo e il museo Lenox saranno raggiungibili a piedi dal museo Cutty Sark di Greenwich.